# Vincent (computerspel)
Vincent  is een computerspel dat werd ontwikkeld door Uwe Anfang en Matthias Linder voor de Commodore 64. Het spel werd in 1991 uitgegeven door CP Verlag/Golden Disk 64. Het is een platformspel voor één persoon. Het computerspel is Engelstalig.